# Majdalena (stacja kolejowa)
Majdalena – stacja kolejowa w miejscowości Majdalena, w kraju południowoczeskim, w Czechach. Znajduje się na linii 226 Veselí nad Lužnicí – Gmünd, na wysokości 445 m n.p.m..  

## Linie kolejowe
- 226: Veselí nad Lužnicí – Gmünd